# Sali (Chorvatsko)
Sali (italsky Sale) je vesnice, přímořské letovisko a sídlo stejnojmenné opčiny v Chorvatsku v Zadarské župě. Sali je jedinou opčinou na ostrově Dugi otok a zasahuje i na jiné ostrovy, jako je např. Zverinac. V roce 2011 zde trvale žilo v Sali 740 obyvatel, v celé opčině pak 1 698 obyvatel.
V opčině se nachází celkem 12 obydlených vesnic:
- Božava – 116 obyvatel
- Brbinj – 76 obyvatel
- Dragove – 36 obyvatel
- Luka – 123 obyvatel
- Sali – 740 obyvatel
- Savar – 53 obyvatel
- Soline – 38 obyvatel
- Veli Rat – 60 obyvatel
- Verunić – 40 obyvatel
- Zaglav – 174 obyvatel
- Zverinac – 43 obyvatel
- Žman – 199 obyvatel